# 인천 신한은행 에스버드 WBT R
인천 신한은행 에스버드 WBT R(Incheon Shinhan Bank S-birds Women's Basketball Team Reserves)은 대한민국 인천광역시에 있는 농구 선수단이다. 신한은행이 운영하는 여자 세미프로 농구단이며, 2004년에 창단되었다.

## 참고 문헌
- “스포츠지원포털 등록 현황”. 대한체육회.
- “한국여자프로농구 히스토리”. 한국여자농구연맹.